# Lupita Lara
Lupita Lara (Cidade do México, 6 de dezembro de 1950) é uma atriz mexicana.

## Filmografia

### Televisão
- Muy padres (2017) ... Miriam
- Sincronía (2017) .... Secretaria Irma
- Mujeres de negro (2016) .... Tania
- Mi corazón es tuyo (2015) .... Rubí
- La gata (2014) .... Eugenia Castañeda vda. de Elizalde
- Por siempre mi amor (2013/14) .... Gisela
- Un refugio para el amor (2012) .... Chuy
- Amorcito corazón (2011-2012)
- Como dice el dicho (2011-2017) .... Lucy / Rosa / Gracia
- La rosa de Guadalupe (2008-2017) .... Blanca / Dorita / Adela
- Amar sin límites (2006) .... Madre María
- Mundo de fieras (2006) .... Simona
- Alborada (2005) .... Rosario
- Mujer de madera (2004) .... Lucía Ruiz
- Bajo la misma piel (2003) .... Rebeca de Barraza
- ¡Vivan los niños! (2002) .... Cayetana Rubio
- La otra (2002) .... Matilde de Portugal
- El noveno mandamiento (2001) .... Elena Villanueva
- Carita de ángel (2000) .... Magdalena
- Soñadoras (1998) .... Viviana
- La Paloma (1995) .... Toña
- Más allá del puente (1994) .... Úrsula
- De frente al sol (1992) .... Úrsula
- Amor de nadie (1990) .... Amalia
- La fiera (1983) .... Elena Martínez Bustamante #1
- Al Salir el Sol (1980) .... Beatriz
- Donde termina el camino (1978)
- Rina (1977) .... Margarita
- Los bandidos de Río Frío (1976) .... Amparo
- Barata de primavera (1975) .... Gabriela Cortés
- Los que ayudan a Dios (1973) .... Millie
- Nosotros los pobres (1973)
- Cristo Negro (1970) .... Carmen
- El mariachi (1970)
- Cadenas de angustia (1969)
- Rosario (1969)
- Una plegaria en el camino (1969)
- Cruz de amor (1968) .... Marisol Aguirre/Claudia
- Fallaste corazón (1968) .... Leticia
- Juventud divino tesoro (1968)
- Amor sublime (1967)
- Obsesión (1967)
- Rocámbole (1967)
- El cuarto mandamiento (1967)
- No quiero lágrimas (1967)
- Marina Lavalle (1965)
- El secreto (1963)

### Cinema
- Infamia (1991)
- Oficio de tinieblas (1981)
- La mafia amarilla (1975)
- Canción de Navidad (1974) .... Estela
- Morirás con el sol (1973) .... Mili
- El quelite (1970)